# Arizelocichla tephrolaema
El bulbul pechioliva (Arizelocichla tephrolaema) es una especie de ave paseriforme de la familia Pycnonotidae endémica del golfo de Guinea.

## Taxonomía
Hasta 2007 se clasificaba en el género Andropadus.
Se reconocen dos subespecies:
- A. t. bamendae (Bannerman, 1923): se encuentra en el sureste de Nigeria y el oeste de Camerún;
- A. t. tephrolaema (GR Gray, 1862): se encuentra en el monte Camerún (suroeste de Camerún) y Bioko.

## Distribución y hábitat
Se encuentra en la isla de Bioko y la región continental fronteriza, entre el oeste de Camerún y Nigeria. Su hábitat natural son los bosques tropicales de montaña y las zonas de matorral.